# Recensământul Statelor Unite ale Americii din 1940

Animaţie prezentând ordinea intrării statelor în Uniune (1776 - 1959)

Recensământul Statelor Unite ale Americii din 1940 (engleză United States Census, 1940, conform originalului The United States Census of 1940) a fost cel de-al șaisprezecelea din recensămintele efectuate o dată la zece ani în Statele Unite ale Americii, fiind al șaisprezecelea dintr-o serie ce cuprinde azi 23 de calculări ale populației Uniunii.

## Rezultate
Cel de-al Șaisprezecelea Recensământ al Statelor Unite, efectuat și coordonat de Oficiul de Recenzie al Statelor Unite ale Americii, a determinat populația rezidentă a Uniunii de a fi de 132.164.569, ceea ce reprezintă o creștere de 7,27 % față de  123.202.624 persoane (rezultat final) înregistrate în timpul recensământului anterior, cel din 1930.  Data efectuării recensământului a fost 1 aprilie 1940. 
Una din inovațiile acestui recensământ a fost adăugarea unor întrebări privind migrarea populației, gradul de educare și salarizare.  Aceste recensământ a introdus tehnici de exemplificare; astfel o persoană din 20 era întrebată întrebări suplimentare.  O altă inovație a fost simularea recensământului la scară redusă cu un an anterior datei propriu-zise. 

## Componența Statelor Unite ale Americii în 1940
În 1930, la data încheierii recensământului, Statele Unite aveau 48 de state, Uniunea fiind constituită din cele 48 de state, care constituiseră Uniunea în 1930, anul celui de-al cincisprezecelea recensământ. 
După admiterea statelor New Mexico, la 6 ianuarie 1912 și Arizona, la 14 februarie 1912, ca cel de-al 47-lea, respectiv cel de-al 48-lea state ale Uniunii, pentru următorii 47 de ani, (1912 - 1959), nici un alt teritoriu al Statelor Unite nu va deveni stat al acestora.  Doar în 1959, alte două state se vor alătura Uniunii, Alaska și Hawaii, ridicând numărul entităților componente ale Uniunii la cel actual, 50. 